# Cardiosporidium
A Cardiosporidium az Alveolata Apicomplexa kládjának hagyományosan parazitának tekintett nemzetsége. A Ciona intestinalisban él.

## Történet
A nemzetséget először van Gaver és Stephan írták le 1907-ben, majd 2008-ban Ciancio et al. fedezték fel újra. A Cardiosporidium cionae 18S rRNS-e egy részét ekkor szekvenálták, e rész hossza 1919 bp. Eredetileg a Piroplasmida tagjaként szerepelt.
Sokáig vitatott helyzetű volt az Apicomplexán belül például a Haemosporida filogenetikai elemzésekből való, a hosszúág-vonzás miatti kimaradása, a Nephromycest, közeli rokonait és a Piroplasmidát egyesítő klád alacsony támogatottsága és az elemzés kizárólagos 18S rRNS-használata miatt. Saffo et al. 2010-ben a Piroplasmida testvércsoportja egyik nemzetségeként és a Nephromyces testvéreként írták le.
2020-ban Rohlfs et al. kimutatták, hogy a C. intestinalis pericardialis testében nincs feltétlenül jelen: bár vannak benne hemociták és apoptotikus izomsejtek, nincsenek benne más élőlények sejtjei.

## Genetika
LAP3 génnel és AMP-aktivált fehérjekinázzal rendelkezik. Adenin-nukleotidtranszportere a Toxoplasma gondii és a Cyclospora cayetanensis ANT-jének legközelebbi rokona. Ismert Zn-alkohol-dehidrogenáza, tioredoxin-diszulfid-reduktáz stb. is.
Nαe-je a Nephromycesének rokona, de Nβe és Nbe nem található benne, tehát ezek az endoszimbiózis után jelentek meg.
AP2-Z transzkripciós faktora AP2 doménje az Apicomplexára jellemző 3 β-redőből és azokat követő α-hélixből áll, de a 2. és 3. redő közti nem kanonikus összekötő rövidebb, mint például a Plasmodium és a Hepatocystis nemzetségekben, és az Eucoccidiorida AP2 doménjéhez hasonló hosszú.

### ptDNS
A C. cionae apikoplasztisz-DNS-ét 2020-ban Hunter et al. shotgun-szekvenálással szekvenálták. Ez 36 468 bp hosszú körkörös DNS, GC-tartalma 28,02%.

## Rendszertan
Első ismert faja a Cardiosporidium cionae. A nemzetség egy 2024-es tanulmány szerint a Nephromyces testvérnemzetsége, mellyel együtt alkotják a Nephromycida kládot.

## Leírás
A gazda pericardiumában él. A többi Apicomplexa-taghoz hasonlóan van apikoplasztisza, roptriája és szubpellikuláris mikrotubulusai. A Cardiosporidiumban alkalmanként a Rickettsiales rendbe tartozó Alphaproteobacteria-fajok élnek. A szimbiontákat gyakran az egyszerűség végett parazitának nevezik, de valójában inkább mutualista vagy kommenzalista, mint parazita. Esszenciális metabolitokat, például lizint és α-liponsavat szintetizál, ami valószínűleg segíti a holobiontát: az endoszimbionta baktériummal rendelkező Apicomplexa-fajok számára előnyös a tápanyagtöbblet. Hasonló Apicomplexa-faj ismert a Nephromyces nemzetségből is. Ezek a Narraganset-öbölben és a Nápolyi-öbölben élnek.
Szimbionta Rickettsia-fajai genomja kb. 1 Mbp.
Prevalenciája változó: Ciancio et al. Olaszországban gyűjtött C. intestinalis-populációkban 0 és 100%-os prevalenciát is mértek 2008-as leírásakor.

## Életciklus
Plazmódiumai aggregátumot alkotnak, de előfordulhatnak önmagukban is, és képes differenciálódni. Merogóniával szaporodik, sporozoitái ostor nélkül mozgó sejtek.
Szekunder merogóniás állapota 

## Kimutatás
Toluidinkékkel és Giemsa-festéssel igazolható jelenléte.

## Fordítás
Ez a szócikk részben vagy egészben  a   Cardiosporidium című angol Wikipédia-szócikk ezen változatának fordításán alapul.  Az eredeti cikk szerkesztőit annak laptörténete sorolja fel. Ez a jelzés csupán a megfogalmazás eredetét és a szerzői jogokat jelzi, nem szolgál a cikkben szereplő információk forrásmegjelöléseként.